# Laurent Roux
Laurent Roux (Caors, 3 de desembre de 1972) va ser un ciclista francès, que fou professional entre 1994 i 2003. Durant la seva carrera professional aconseguí 11 victòries, entre elles una etapa al Giro d'Itàlia de 1998, que li va servir per portar la màglia rosa durant una etapa.
El 1999 fou condemnat a 6 mesos de suspensió per l'ús d'amfetamines. El 2002 tornà a veure's involucrat en un suposat cas de dopatge que finalment no quedà confirmat en la segona mostra El 2005 fou inculpant, junt al seu germà, per formar part d'una xarxa que es dedicava a vendre productes dopants a la regió de Caors. El juny de 2006 fou condemnat pel Tribunal correccional de Bordeus a una pena de presó de 30 mesos, 20 d'ells amb llibertat provisional.

## Palmarès
- 1992
  - 1r al Tour del Tarn i Garona
  - 1r a la Ronda de l'Isard d'Arieja
- 1994
  - 1r a La Côte Picarde
- 1996
  - 1r al Gran Premi dels Marbrers
  - Vencedor d'una etapa de la Ruta del Sud
- 1997
  - 1r a la Clàssica dels Alps
  - 1r al Tour de l'Avenir
  - 1r a la París-Bourges
  - Vencedor d'una etapa de la Ruta del Sud
- 1998
  - Vencedor d'una etapa del Giro d'Itàlia
- 1999
  - 1r al Trofeu dels Escaladors
  - Vencedor d'una etapa de la París-Niça
- 2001
  - Vencedor d'una etapa del Critèrium del Dauphiné Libéré
  - Vencedor d'una etapa de la Ruta del Sud

### Resultats al Tour de França
- 1996. 44è de la classificació general
- 1997. 23è de la classificació general
- 1998. Abandona
- 2001. 50è de la classificació general

### Resultats al Giro d'Itàlia
- 1998. 28è de la classificació general. Vencedor d'una etapa  Maglia rosa durant 1 etapa